# Pterolophia occidentalis
Pterolophia occidentalis är en skalbaggsart som beskrevs av Stefan von Breuning 1972. Pterolophia occidentalis ingår i släktet Pterolophia och familjen långhorningar.
Artens utbredningsområde är Ghana. Inga underarter finns listade i Catalogue of Life.